# 糙叶木蓼
糙叶木蓼（学名：Atraphaxis canescens）为蓼科木蓼属下的一个种。

## 扩展阅读
- 維基物種上的相關：糙叶木蓼